# شارون دابني
شارون دابني (بالإنجليزية: Sharon Dabney)‏ هي عداءة سريعة أمريكية، ولدت في 25 أكتوبر 1957.

## روابط خارجية
- شارون دابني على موقع الاتحاد الدولي لألعاب القوى (الإنجليزية)